# アグラファ
アグラファ（英: Agrapha、ギリシア語: αγραφον）とは、正典とされる四つの福音書にはみられないイエスの語録。この用語は「書かれていない」という意味のギリシャ語で、1776年にドイツの聖書学者J. G. ケルナーによって初めて使われた。

## 定義
アグラファとは、以下の三条件を満たすものである。
語録であって、イエスについての論証ではないイエスに関する記述があっても、彼の言葉を引用していない『使徒戒規 (Didascalia) 』『ピスティス・ソフィア (Pistis Sophia) 』などの作品は含まれない。
イエスが語った、と明記されている必要があるしたがって、外典福音書、外典行伝、アブガルに宛てたキリストの手紙 (Letter of Christ to Abgar) 等の信仰奇譚に見られる発言は、アグラファではない。
四福音書には含まれていないそのため、四福音書に含まれる語録への単なる増補はアグラファではない。

## アグラファの例
カトリック教会によると、アグラファが本物であるためにはその証拠がなくてはならない。つまり、パピアス(en)、アレクサンドリアのクレメンス、エイレナイオス、ユスティノスといった初期キリスト教の著述家が引用しており、またアグラファの内容が四福音書内にあるイエスの教えと矛盾してはならない。

### 新約聖書
- 使徒行伝, 20:35
主イエスの語った、「与えるのは、もらうことよりも幸いである」という言葉を忘れてはならない。

### 外典文書
- 使徒教会布告 (Apostolic Church-Ordinance) , 26
彼の者はかつて説教の最中に、我々に言われました。「弱き者は強き者を通して救われるであろう」
- フィリポ行伝 (Acts of Philip) ,34
主は私に語られました。「下のものを上に、左のものを右にしない限り、汝らは私の国に入ることはないであろう」

### 教父文書
- ローマのクレメンス「クレメンスの第一の手紙(en)」13
主は語られました。「あわれみ深くありなさい。そうすれば、あなたがあわれみを受ける。ゆるしなさい。そうすれば、あなたがゆるされる。あなたがしたように、あなたもされるのだ。あなたが与えるように、あなたにも与えられる。あなたが裁くとおりに、あなたも裁かれる。あなたが親切を示すとき、あなたもそのとおりに親切にされる。あなたが計るはかりで、あなたも計られるのです」[1]
- スミルナのポリュカルポス「ポリュカルポスのフィリピの信徒への手紙(en)」2
ただし、主がその教えの中で語られたことを心に留めておきなさい「裁いてはなりません、あなたが裁かれないために。 許しなさい、そうすればあなたが許されます。慈悲深くありなさい。そうすればあなたが慈悲を受けられます。あなたが計るはかりで、あなたも計られるのです」。そこでもう一度「貧しき者達、正しきことで迫害されている者達に幸あれ、彼らのために神の国はあるのです」
- ヒエラポリスのパピアス「主のみことばの注解(The Expositions of the Saying of the Lord)」4
主の弟子ヨハネを見た長老たちは自分達が主から聞いたことを思い出し、その時代に関して主がどのように説教したのかを伝えた。「葡萄の木々が育つ日が来ることでしょう。それぞれの木々には1万の枝があり、各枝に1万の小枝があり、それぞれの小枝に1万の新芽があり、すべての新芽に1万の房があり、すべての 房は1万の葡萄が実り、すべての葡萄が圧搾されると25メトレテス[注釈 1]のワインになるでしょう。 そこで、とある１人の聖人が一房を手にもつ時、それ以外のものが叫ぶことでしょう、私はもっと素晴らしい房です、私を連れて行ってください。 私を通して主を祝福してください」と。同じように（彼の者は語られた） 「小麦の粒が1万の穂を実らせ、すべての穂には1万個の粒があり、すべての粒が10ポンドの清らかで純粋で上質な小麦粉を生み出します。 そして、林檎と種と草とが同じ割合で生みだされるのです。 そして全ての動物が、大地から生まれた物だけを糧に育ち、争いのない調和のとれたものになり、完全に人間に従うものとなるでしょう」
- ユスティノスの『ユダヤ人トリュフォンとの対話』 47
それゆえ我が主イエス・キリストも言われました。「どのようにあなたを理解しようとも、それらのなかであなたを裁くことになるのです」
- アレクサンドリアのクレメンスの『ストロマテイス』 I, 24, 158
「まず大いなるものを求めよ。そうすれば小さなものは、それに加えてあなたがたに与えられるであろう。」[3]
- アレクサンドリアのクレメンスの『ストロマテイス』 I, 28, 177
「実に聖書もまた、われわれがこのような弁証法的な存在となることを望み、こう勧告している。「思慮ある両替商たれ」。」[4]
- アレクサンドリアのクレメンスの『ストロマテイス』 V, 10, 63
「主がこう告げ知らせるのは妬みの故ではない」「わたしの神秘はわたしのため、またわたしの家の息子たちのためである」[5]
- オリゲネス『エレミヤ書説教』XX, 3
それでも救い主は自らのことを言われました。「私の近くにいる者は試練が近くなる。私から遠く離れる者は（神の）国から遠く離れる」

### オクシュリュンコス・ロギア
- キリスト語録2:イエスは言われた、「この御世で断食をすることなく、あなたが神の国を見いだすことは決してない」
- キリスト語録3:イエスは言われた、「わたしはこの御世の真ん中に立って、じかに人びとを見た。そこでわたしは人びとがみな酔いしれていることに気付いた、また彼らのあいだでわたしが渇仰していることには誰も気付かなかった。そこで、わたしの魂は人の子らに悲嘆した。なぜなら彼らは心のなかが盲目であり、見えていないのである」
- キリスト語録5:イエスは言われた「どこであれ、三人居る所では、人々は神と共にいない。そして、どこであれ、唯一人しか居ない所では、私は言う、私はその者と共にいる。石を持ち上げよ、汝は私を見つけるだろう。木を割ってみよ、そこに私はいる。」
- キリスト語録6:イエスは言われた、「預言する者が自らの国で受け入れられることはなく、医師の仕事もまた自分を知る者たちを治すことはない」
- キリスト語録7:イエスは言われた、「丘の上に建てられて整備された町は、落とされることも隠されることもない」
- キリスト語録8:イエスは言われた、「汝は一つの耳で聞くのだ…」